# Clacton-on-Sea
Koordinaten: 51° 48′ N, 1° 9′ O
Clacton-on-Sea ist eine Stadt in Südost-England im Osten von Essex. Innerhalb von Essex bildet die Halbinsel Tendring einen eigenen Distrikt, dessen größte Stadt und Verwaltungssitz das unmittelbar an der Nordseeküste liegende Clacton ist. Clacton-on-Sea wurde 1871 als Badeort gegründet und zieht jeden Sommer zahlreiche Besucher an.

## Geschichte
Die Gegend ist seit frühester Zeit besiedelt. Im Jahre 1911 wurden hier durch Sir Samuel Hazzledine Warren über 300.000 Jahre alte Silexartefakte gefunden. Die Silex-Werkzeuge, großformatige Feuerstein-Abschläge, waren typisch für Südengland und Nordfrankreich, Gegenden, die damals noch nicht durch den Ärmelkanal getrennt waren. Die entsprechende altsteinzeitliche Kulturstufe des Mindel-Riss-Interglazials trägt nach Clacton-on-Sea die Bezeichnung Clactonien. In der Eisenzeit bestand auf dem Gebiet des heutigen Clacton eine größere Siedlung. Aus der römischen Zeit gibt es nur wenige Funde. Der heutige Name der Stadt stammt von den Angelsachsen, die den Ort um 500 n. Chr. nach Clacc, einem ihrer Anführer, benannten. Im Domesday Book von 1085 taucht der Ort als Clachintuna auf.
Clacton war lange Zeit eine kleine Landgemeinde, deren Mittelpunkt die St. John’s Church war. Clacton galt zeitweise als Schmugglernest, allerdings wohl zu Unrecht. Prägend war die Landwirtschaft, wobei der Ort zunächst über eine Windmühle, ab 1867 auch über eine dampfbetriebene Mühle verfügte. Die alte Gemeinde lebt bis heute im Ortsteil Great Clacton weiter. Südlich dieser etwas landeinwärts gelegenen Gemeinde entstand 1871 unmittelbar an der Küste auf Initiative von Peter Bruff der heutige Badeort Clacton-on-Sea. Auf dem Landweg war die Stadt zunächst eher schwer zu erreichen und die meisten Gäste kamen mit dem Schiff. Später erhielt Clacton-on-Sea mit der Sunshine Coast Line einen Bahnanschluss nach Colchester und in den 1920er Jahren wurde die London Road gebaut, mit der auch die Anbindung an den Straßenverkehr verbessert wurde.
1936 erwarb der Unternehmer Billy Butlin den Vergnügungspark von Clacton-on-Sea und machte ihn zum Kern des zweiten seiner Butlin’s Holiday Camps, das „Butlin's Clacton“. Die Stadtoberen lehnten das massentouristische Konzept zunächst ab, ließen sich aber nach einem Besuch von Butlin’s bestehendem Lager in Skegness überzeugen. Während des Zweiten Weltkriegs wurde der anfängliche Touristenmagnet zu einem Truppenübungslager umfunktioniert, 1946 konnte Butlin sein Urlauberlager aber wieder öffnen und noch bis in die 1980er-Jahre betreiben. 1983 wurde es von den neuen Besitzern der Ferienlager-Kette abgestoßen. Die Käufer des Geländes öffneten noch einmal für eine Saison, schlossen das Lager dann aber wieder und gaben es schließlich für Wohnbebauung frei.

## Bevölkerungsentwicklung
Die Stadt weist seit ihrer Gründung eine beachtliche Bevölkerungsentwicklung auf: Während im Jahre 1901 nur 7.456 Menschen hier lebten, waren es 1991 bereits 45.065 und inzwischen (2006) sind es über 53.000.

## Sehenswürdigkeiten

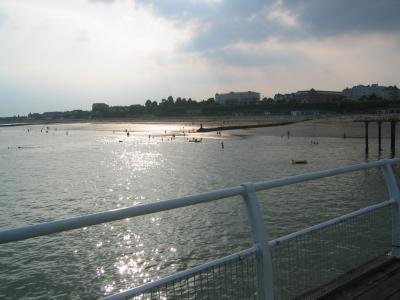
Strand von Clacton-on-Sea

Die Stadt verfügt über eine Seebrücke, Arkaden, einen Golfplatz und einen Flugplatz. Hier wird im Sommer eine zweitägige Luftfahrtshow abgehalten, an der Militärflugzeuge aus dem Zweiten Weltkrieg teilnehmen.
In Clacton befinden sich zwei größere Theater, das West Cliff Theatre und das Princes Theatre.

## Persönlichkeiten
- Paul Banks (* 1978), Sänger der Gruppe Interpol wurde in Clacton geboren
- Stephen D. Nash (* 1954), Tierzeichner, wurde in Clacton geboren
- Vivian Woodward (1879–1954), Fußballspieler, ist in der Stadt aufgewachsen
- Jennifer Worth (1935–2011), Hebamme und Autorin, wurde in Clacton geboren